# ژان تایاندیه
ژان تایاندیه (انگلیسی: Jean Taillandier؛ زادهٔ ۲۲ ژانویهٔ ۱۹۳۸) یک بازیکن فوتبال، و] اهل فرانسه است.
از باشگاه‌هایی که در آن بازی کرده‌است می‌توان به لن اشاره کرد.